# Anne Loughlin

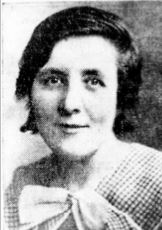
Anne Loughlin (1943)

Dame Anne Loughlin, DBE (* 28. Juni 1894 in Leeds; † 14. Juli 1979) war eine britische Gewerkschaftsfunktionärin.

## Biografie
Nach der Schulausbildung wurde sie Arbeiterin in einer Bekleidungsfabrik, wo sie früh in den Kontakt zur Gewerkschaft kam. 1916 war sie die Hauptorganisatorin des Streiks von Hebden Bridge, bei dem 6.000 Beschäftigte der Textilindustrie in den Ausstand traten. 1920 erfolgte ihre Ernennung zur Frauenbeauftragten der Schneider- und Textilarbeitergewerkschaft (Tailors and Garment Workers Union), in der sie sich unermüdlich für eine Überprüfung von Arbeitsbedingungen sowie die Stärkung des Gewerkschaftseinflusses in den Textilbetrieben einsetzte.
Später war sie Mitglied von verschiedenen Regierungsausschüssen wie zum Beispiel der Royal Commission on Equal Pay. 1943 wurde Anne Loughlin als erste Gewerkschaftsfunktionärin zur Dame of the British Empire (DBE) erhoben. Noch im gleichen Jahr war sie zugleich für ein Jahr die erste Frau als Präsidentin des Trades Union Congress, des Dachverbandes der britischen Gewerkschaften. 1948 wurde sie schließlich Generalsekretärin der Tailors and Garment Workers Union.